# Eilish McSorley
Eilish McSorley (Girvan, 24 aprile 1993) è una calciatrice scozzese, di ruolo difensore.

## Carriera

### Club
Nata a Girvan, nel sud-ovest della Scozia, inizia a giocare a calcio nella sua città, nel Girvan Boy's Club, passando in seguito all'Ayr United e al Kilmarnock.
Nel 2008 passa al Glasgow City, e dopo un anno nelle giovanili nel 2009 passa in prima squadra, esordendo in Women's Champions League il 30 luglio, nella sconfitta per 5-2 contro le tedesche del Bayern Monaco. Resta in arancionero fino al 2014 conquistando 7 campionati, 5 Coppe di Scozia e 5 Coppe di Lega.
Nel 2015 si trasferisce in Svezia, al Mallbackens IF Sunne, in Damallsvenskan, massima serie svedese. Debutta l'11 aprile, partendo titolare nella sconfitta per 3-1 sul campo dell'Hammarby in campionato. Chiude la stagione con 19 presenze, al decimo posto in classifica, a pari punti proprio con l'Hammarby, salvandosi grazie alla miglior differenza reti nei confronti delle biancoverdi. Nell'annata successiva termina invece dodicesima e ultima, retrocedendo in Elitettan, senza però disputare nemmeno una gara.
Nel 2017 ritorna al Glasgow City, vincendo il suo ottavo titolo scozzese.
L'anno successivo ritorna in Svezia, stavolta al Västerås BK30, in Elitettan, seconda serie. Esordisce il 14 aprile 2018 in campionato contro il Mallbackens IF Sunne, sua ex squadra, entrando al 66' e realizzando la rete della vittoria per 3-2 al 74'. Termina con 11 gare giocate e 2 reti.
Nell'estate 2018 si trasferisce in Italia, al Sassuolo, in Serie A.

### Nazionale
Inizia a giocare con le nazionali giovanili scozzesi nel 2007, a 14 anni, con l'Under-17, con la quale disputa 8 gare segnando 2 gol, fino al 2009.
Nel 2008 gioca 1 volta con l'Under-15.
Nel 2009 passa in Under-19, dove ottiene 28 presenze e 8 reti in 3 anni, fino al 2012, partecipando tra l'altro all'Europeo 2010 in Macedonia, dove esce alla fase a gironi.
Il debutto con la nazionale maggiore arriva il 15 luglio 2012, quando è schierata titolare nell'amichevole in casa ad Aberdeen contro il Camerun, vinta per 2-0.

## Statistiche

### Presenze e reti nei club
Statistiche parziali aggiornate al 20 aprile 2019.
| Stagione        | Squadra         | Campionato      | Campionato | Campionato | Coppe nazionali | Coppe nazionali | Coppe nazionali | Coppe continentali | Coppe continentali | Coppe continentali | Altre coppe | Altre coppe | Altre coppe | Totale | Totale |
| Stagione        | Squadra         | Comp            | Pres       | Reti       | Comp            | Pres            | Reti            | Comp               | Pres               | Reti               | Comp        | Pres        | Reti        | Pres   | Reti   |
| --------------- | --------------- | --------------- | ---------- | ---------- | --------------- | --------------- | --------------- | ------------------ | ------------------ | ------------------ | ----------- | ----------- | ----------- | ------ | ------ |
| 2018-2019       | Sassuolo        | A               | 14         | 2          | CI              | 2               | 0               | -                  | -                  | -                  | -           | -           | -           | 16     | 2      |
| Totale carriera | Totale carriera | Totale carriera | 14         | 2          | -               | 2               | 0               | -                  | -                  | -                  | -           | -           | -           | 16     | 2      |

## Palmarès

### Club

#### Competizioni nazionali
- Scottish Women's Premier League: 8

Glasgow City: 2008-2009, 2009, 2010, 2011, 2012, 2013, 2014, 2017
- Scottish Women's Premier League Cup: 5

Glasgow City: 2008-2009, 2009, 2012, 2013, 2014
- Scottish Women's Football Scottish Cup: 5

Glasgow City: 2009, 2011, 2012, 2013, 2014